# Brats (Brats)
 (février 2025).
Si vous disposez d'ouvrages ou d'articles de référence ou si vous connaissez des sites web de qualité traitant du thème abordé ici, merci de compléter l'article en donnant les références utiles à sa vérifiabilité et en les liant à la section « Notes et références ».
Brats est le premier album du groupe français Brats, enregistré avec Yarol Poupaud et sorti le 27 mai 2009.

## Liste des morceaux
| No  | Titre                          | Durée |
| --- | ------------------------------ | ----- |
| 1.  | Aux yeux de l'univers          |       |
| 2.  | Héroïne de comics              |       |
| 3.  | Où dorment les monstres        |       |
| 4.  | La Danseuse (nous étions rois) |       |
| 5.  | Bête à métamorphose            |       |
| 6.  | Un Dimanche comme celui-là     |       |
| 7.  | Pulp                           |       |
| 8.  | Malicieuse, vicieuse           |       |
| 9.  | Marionnettiste                 |       |
| 10. | Lilah                          |       |